# المجلس الفرنسي للديانة الإسلامية
المجلس الفرنسي للديانة الإسلامية (بالفرنسية: Conseil français du culte musulman أو اختصارا CFCM) هو منظمة هو جمعية حسب قانون الجمعية 1901، تعنى بتمثيل المسلمين في فرنسا.

الاقتراح الذي بدأ سنة 1999 مع وزير الداخلية أنذاك جان بيار شوفانمون، تواصل مع لاحقه دانيال فايون، إنتهى إلى تأسيس المجلس في 2003. لاقى هذا المجلس مساندة قوية من نيكولا ساركوزي الذي كان وزيرا للداخلية عند تأسيسه.

المجلس يدخل في العلاقات مع الحكومة والدولة الفرنسية، عند بناء المساجد، في التجارة الحلال، في تأهيل عدة أئمة، وفي تأطير المسلمين الموجودين في السجون وأولئك الذين ينظمون للجيش الفرنسي. يقوم كذلك بتحديد الأعياد الإسلامية وتنسيق التقويم الإسلامي.
نظرًا لعدم فاعليته وبعد الانقسام الداخلي ،قامت الحكومة بحل المجلس في 16 فبراير عام 2023 بقرار من إيمانويل ماكرون

## العمل
مجلس الإدارة ينتخب كل 3 سنوات عبر نواب للمساجد يحددون حسب مساحة المساجد في فرنسا. بعد ذلك ينتخب المجلس في داخله مكتبا تنفيذيا، أين ينتخب هو الآخر رئيسا للمجلس. المجالس الجهوية للديانة الإسلامية (CRCM) يتم انتخابها في نفس الوقت.

## الرؤساء
دليل بوبكر، المولود في 2 نوفمبر 1940 في سكيكدة (فيليب فيل سابقا) في الجزائر، هو أول رئيس للمجلس. تم انتخابه في 2003، وأعيد انتخابه في 2005، بالرغم من الخسارة الكبيرة لمسجد باريس الكبير أمام الاتحاد الوطني لمسلمي فرنسا.

في يونيو 2008، محمد موسوي، المولود في 1964 في فكيك في المغرب، والذي يشتغل منصب أستاذ رياضيات في جامعة أفينيون ونائب رئيس تجمع مسلمي فرنسا، يخلف بوبكر في الرئاسة عقب الانتخابات. تخلى عن منصبه في 2013، للسماح بالقيام بإصلاحات تريدها السلطات الفرنسية، ووضع حينها إدارة جماعية ومتناوبة.

في يونيو 2013، دليل بوبكر، عميد مسجد باريس الكبير، يعاد انتخابه مرة أخرى بفوز كبير في مجلس الإدارة.

منذ 30 يونيو 2015، أصبح أنور كبيبش رئيسا للمجلس.

## المكونات
يتكون المجلس من عدة منظمات وجمعيات وهيئات وهي:
- لجنة تنسيق المسلمين الأتراك في فرنسا (CCMTF).
- الاتحاد الفرنسي للجمعيات الإسلامية لأفريقيا وجزر القمر وجزر الأنتيل (FFAIACA).
- اتحاد دعوة ورسالة للإيمان والممارسة.
- الإتحاد الوطني لمسلمي فرنسا (FNMF).
- مسجد باريس الكبير (GMP).
- تجمع مسلمي فرنسا (RMF).
- اتحاد المنظمات الإسلامية في فرنسا (UOIF).

## الانتخابات

### انتخابات 2011
انتخابات 5 يونيو 2011، إنتهت إلى:
- 30 ممثل عن تجمع مسلمي فرنسا.
- 5 ممثلين عن لجنة تنسيق المسلمين الأتراك في فرنسا.
- 2 ممثلين عن مسجد باريس الكبير.
- 1 ممثل عن الإتحاد الوطني لمسلمي فرنسا.
- 3 ممثلين مستقلين.

اتحاد المنظمات الإسلامية في فرنسا قرر مقاطعة الانتخابات.

### انتخابات 2013
انتخابات 8 يونيو 2013، إنتهت إلى:
- 25 ممثل عن تجمع مسلمي فرنسا.
- 8 ممثلين عن مسجد باريس الكبير.
- 6 ممثلين عن لجنة تنسيق المسلمين الأتراك في فرنسا.
- 2 ممثلين عن اتحاد المنظمات الإسلامية في فرنسا.
- 1 ممثل عن ميلي غوروش.
- 2 ممثلين مستقلين.

عدة أعضاء آخرين تم تعيينهم من قبل مساجد كبرى ومنظمات أخرى فيما بعد.

## مقالات ذات صلة
- الإسلام في فرنسا.
- قائمة المساجد في فرنسا.

## روابط خارجية
- الموقع الرسمي.